# Registro de dominios
El registro de dominios es el proceso por el cual personas, empresas, organizaciones sin ánimo de lucro o educativas, organismos internacionales o gobiernos, solicitan el registro de un nombre de dominio a cambio de pagar una cierta cantidad de dinero y cumplir determinado procedimiento administrativo ante un registrador. Si es concedido, el solicitante contará con el control de dicho nombre y será responsable de su buen uso en la red Internet. Estos registros tienen un período de validez que puede ser renovado indefinidamente por el registrador. Si no es renovado, dicho registro queda liberado para que cualquier registrador inicie el proceso de registro. Los registros realizados por gobiernos u organismos internacionales, están limitados a este tipo de instituciones y en algunos países también las organizaciones sin ánimo de lucro y educativas.

## Procedimiento de registro
El procedimiento es el siguiente:
1. Elegir un dominio.
  1. Verificar la disponibilidad del nombre de dominio deseado en algún registrador.
  2. Ingresar los datos personales.
  3. Elegir la cantidad de tiempo que el dominio permanecerá registrado.
  4. Pagar el dominio, normalmente con tarjeta de crédito (o también por transferencia bancaria)
2. Una vez arrendado, el ahora registrante del dominio debe configurarlo con la URL a la cual redirigir, IP del servidor al que encontrará mediante la DNS, servidor DNS usada por este.
3. El registrante del dominio debe esperar un tiempo para que el dominio sea reconocido en todos los servidores de Internet. Para los dominios .com y .net la demora es entre 4 y 8 horas, y para otros es generalmente entre 24 y 48 horas. En ese período:
  1. El registrador contacta con ICANN y realiza el proceso de forma transparente para el registrante.
  2. Se avisa al registrante que el dominio fue registrado.
4. El nuevo dominio funciona, y resuelve a la IP apropiada en el servidor DNS usado, pero no en el resto de servidores DNS del mundo. Poco a poco se va propagando el cambio al resto de servidores (propagación DNS). Como cada uno tiene distintos tiempos de actualización y parámetros de caché distintos, pasan varias horas hasta que todos los servidores DNS del mundo conocen cómo hacer la resolución del dominio.
5. La página ya es accesible mediante un nombre de dominio desde cualquier computadora.

## Normas
Cada registrador tiene unas normas específicas sobre lo que considera correcto y lo que en relación con cuestiones como la codificación de caracteres permitida. Véase el artículo anterior para más detalles.
Un requisito imprescindible para registrar un dominio es dar datos veraces sobre el registrante: nombre, dirección (física y electrónica), y teléfono de contacto. Estos datos son importantes para contactar con el responsable de un dominio si hay algún problema, por ejemplo spam proveniente de esa dirección. Toda esta información se puede consultar con el programa whois (que está en la mayoría de sistemas operativos).
Algunos registradores ofrecen «trucos» legales para quienes no quieren mostrar sus datos personales. Como ICANN prohíbe que sea el propio registrador quien ponga sus datos ahí, algunos contratan a una empresa intermediaria usada solo para hacer de representante. Esto hace que sea muy complicado contactar con el propietario en caso de problemas técnicos (Aunque en realidad la mayoría de los usuarios comunes nunca suelen hacer whois, sino más bien usuarios expertos, por lo que finalmente se usa para evitar problemas legales, ya que es mucho más complejo obtener la información real si está oculta en el propio whois).

## AVISO
El ICANN solo asume una responsabilidad ética con los arrendatarios de los dominios registrados.
Existen miles de registradores que registran dominios en internet pero muy pocos de ellos están realmente autorizados, dichos registradores no acreditados realizan meras funciones de intermediarios, muchos de ellos pese a no tener una autorización directa actúan de manera legal y eficaz, no obstante se ha de tener presente de cara a posibles reclamaciones que no todos ellos actúan dentro de esta moralidad empresarial al no estar sujetos a ningún contrato por escrito con el ICANN.

## Datos necesarios para registrar un dominio
Los datos necesarios para registrar un dominio son:
- Registrador oficial de dominios: Empresa registradora oficial inscrita en ICANN la cual se encarga de preservar los datos de los registros.
- Propietario del dominio: Persona o entidad que figura como propietario y legítimo dueño por el periodo de registro.
- Contacto administrativo: Persona o entidad designada por el propietario que figura como administrador de los datos del dominio en favor del propietario.
- Contacto técnico: Persona o entidad que se encarga del mantenimiento de los números DNS del dominio para su correcto funcionamiento y enlace en la red.
- Contacto de facturación: Persona o entidad que se encargará de realizar el pago por las correspondientes renovaciones del dominio.
- DNS (Domain Name Servers) ( Servidor de Nombres de Dominio ): Estos números (mínimo 2) figuran en el registro de los dominios y muestran las direcciones IPs de los servidores que se harán cargo de las peticiones al dominio y de redirigir las mismas a donde proceda según la naturaleza de cada petición.

## Abuso
Los dominios se registran de acuerdo con su disponibilidad sin comprobar si se tiene relación con el nombre que está arrendando o puede originarse un conflicto legal de derechos de marca. Esto ha hecho que muchas empresas se dediquen a arrendar nombres con potencial valor para luego subarrendarlos.
Algunos ejemplos de «negocios» que se hacen con dominios son:

### Adelantarse en el registro
Una nueva empresa que está en período de crecimiento probablemente no tenga dominio propio pero es posible que en el futuro lo quiera tener. Hay gente que se adelanta y arrienda ese dominio cuando la empresa aún es poco famosa para intentar subastarlo luego más caro.
Lo mismo puede pasar con una empresa ya famosa: como hay tantos tipos de dominios de primer nivel (véase Anexo:Dominios de Internet), es poco probable que tenga su nombre arrendado en todos.
Alguien puede arrendar uno de los que no tengan y hacer uso de ellos o intentar subarrendarlos.
Esto puede pasar también con nombres de personas famosas y por eso hay gente que registra su nombre «sólo por si acaso» lo necesitan en el futuro, participando así en el negocio de los dominios.
ICANN ya tiene un proceso de resolución de disputas para estos casos, llamado UDRP. Ésta es una política propia hecha para evitar tener que recurrir al procedimiento legal, mucho más lento y costoso.

### Nombres parecidos
Mucha gente se equivoca al teclear un dominio en la barra de direcciones de su navegador, y reciben un error de No se puede encontrar el servidor. Hay empresas que registran estos dominios para llevar a su página a quienes se equivoquen al escribir, que pueden ser muchos si la página original es famosa.
Los contenidos que puede tener la nueva página pueden ser «simplemente» publicidad pero también productos de la competencia. Muchas otras veces solo se registra el dominio para impedir que otros lo hagan antes, pero no para poner una página web, de forma que sale en whois pero no tienen servidor web.
Un ejemplo: a fecha de enero de 2006, las siguientes variaciones de microsoft.com están registradas (fuente: whois):
- Las 9 resultantes de quitar una de las letras.
- Las 9 resultantes de duplicar una letra.
- Las 8 resultantes de intercambiar dos letras contiguas.
- Y muchísimas otras (cambiar una letra con otra cercana en el teclado, triplicar letras, añadir letras aleatorias entre medio, etc.).

Y esto es solo en el .com.
De estos dominios, unos pocos los tienen registrados los propietarios del original:
- mircrosoft,
- microsof,
- mircosoft,
- microosft,
- miicrosoft,
- miccrosoft,
- micrrosoft,
- microosoft,
- microsofft.

Al tener que registrar una gran cantidad de dominios se aumenta el coste anual de estar presente en Internet, algo que solo las empresas más grandes se pueden permitir.
Es famoso el buscador Google (google.com) porque su nombre es escrito de muchas maneras distintas que en inglés se pronuncian igual. En consecuencia suele ser muy frecuente que se escriba mal. Google no es propietario de todos los nombres parecidos en cada dominio (.com, .ru, .de,...), pero en alguna ocasión ha sido el registrador de dominios quien decidió que cierto nombre era demasiado parecido a google.
Algunos famosos con nombres difíciles, como Arnold Schwarzenegger, tienen registrados varios dominios para que los visitantes puedan entrar a su página aun cuando escriban mal su apellido.
Ha habido muchos casos famosos de ciberokupación (que es como le llaman a esto en los medios de comunicación); por ejemplo, John Zuccarini registró miles de dominios con errores tipográficos que redirigían al público (principalmente infantil) a sitios pornográficos, que le daban beneficios.

### Al olvidarse de renovarlo
Cuando una persona registra un dominio, lo hace por un período determinado (medido en años). Cuando este período está a punto de acabar, es tarea del propietario preocuparse de renovar el dominio, o activar alguna opción de autorrenovación, si está disponible en su registrador.
Ha habido casos en los que empresas importantes se han olvidado de renovar el dominio, y entonces otra persona ha aprovechado para registrar el mismo dominio recién liberado.
Cuanto más importante es el dominio, más personas habrá intentado «secuestrarlo», y eso ha motivado que se creen mecanismos automáticos como listas de espera para registrar el dominio en cuanto esté libre (prerregistro). Hay empresas de registro que se dedican solo a esto. Este es un mecanismo nada fiable, ya que varios registradores pueden tener su propia lista (no hay ninguna oficial), y solo uno de los solicitantes conseguirá el dominio. Se considera una estafa.

### Otros negocios
También se hacen negocios curiosos que tienen como eje central un nombre de dominio.
Por ejemplo, alguien se inventa un nombre atractivo y «comercial» (corto, que suene bien, fácil de recordar, etc.), registra ese dominio, y empieza a inventar un contexto e historia ficticias sobre esta nueva empresa: características, prioridades, objetivos, diseño, etc. Después, pone el dominio a subasta (por ejemplo, en eBay).
A veces se crean rumores externos sobre el posible crecimiento de esta nueva empresa para subir su valor (véase Especulación (economía)). Pero también hay algún proyecto de creadores rápidos de empresas sin ánimo de estafar.

### El negocio de los fraudes
Hay que destacar que todos los fraudes o negocios que rozan la ilegalidad siempre son rentables para unas empresas: los registradores.
En todos los casos anteriores salen ganando. Por ejemplo:
- Personas que registran dominios «sólo por si acaso» los necesitan en el futuro.
- Empresas que han de comprar muchas variaciones tipográficas de su nombre.
- Falsas empresas de registro que intentan que renueves a un precio superior del habitual.
- Muchos ciberokupas dispuestos a comprar nuevos dominios antes que el resto.
- Empresas que han de contratar servicios especiales para que sus dominios no corran peligro.
- Ciberokupas dispuestos a pagar por servicios de prerregistro y otros que les permiten tener opción a secuestrar un dominio.

Además, cuando un nuevo dominio pasa a estar disponible (por ejemplo, para un nuevo país), todas las empresas que quieran estar presentes en esa nueva terminación competirán para registrar los dominios «valiosos» antes que la competencia, dando así más registros de dominios.
La ICANN intenta evitar esto restringiendo el acceso a algunos dominios; por ejemplo, el .cat (aprobado en septiembre de 2005) se reserva exclusivamente para sitios que hablen de la cultura catalana.
Las estafas en el tema del registro de dominios son muy comunes.
Al igual que los dominios de primer nivel .com .net .org .info son los que tienen menor «control» sobre su contenido, originariamente la idea era .com para sitios comerciales, .net para sitios que ofrecieran servicios de valor agregado o relacionados con la internet o informática, .org para organizaciones sin ánimo de lucro y .info para aquellos sitios web que su principal función fuera informar. Esta administración ya se perdió ya que no hay control sobre el contenido.
En el registro de dominios sobre sexo, pishing, piratería, drogas y material ilícito esta responsabilidad no recae en los registradores sino en la que le dé cada uno. La ICANN es quien toma estas medidas de seguridad, si previamente se demuestra que se está cometiendo un abuso. También está creando nuevos TLD para controlar el contenido de las páginas con contenido de forma más restrictiva; por ejemplo, el nuevo dominio aún en espera de aprobación es el .xxx para contenido para adultos; todavía en proceso, con los .xxx se pretende controlar mejor este contenido que genera grandes cantidades de dinero, por ejemplo, en el 2005 por veintiocho mil millones de dólares.